# 圣柱圣母圣殿主教座堂

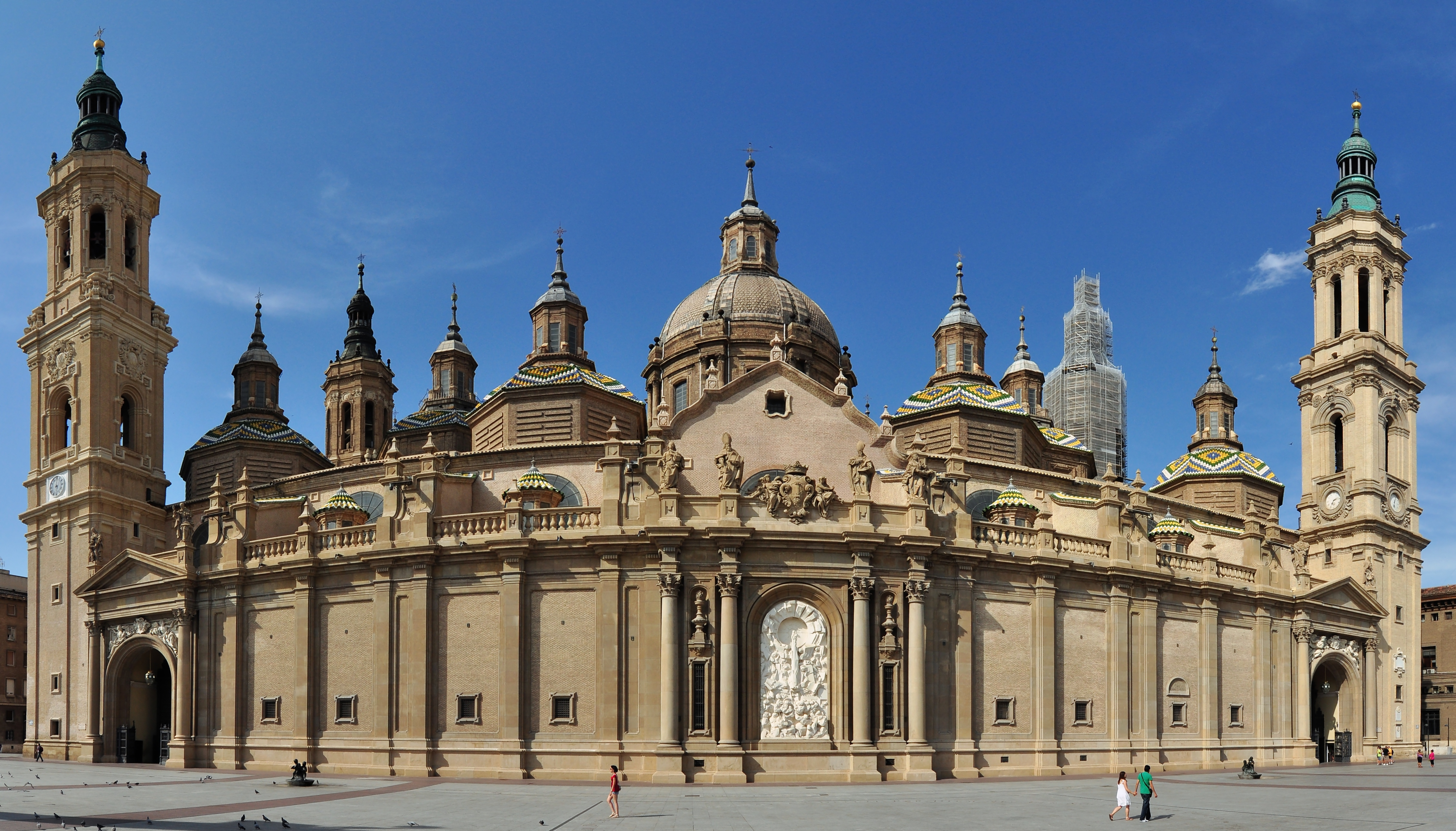
立面

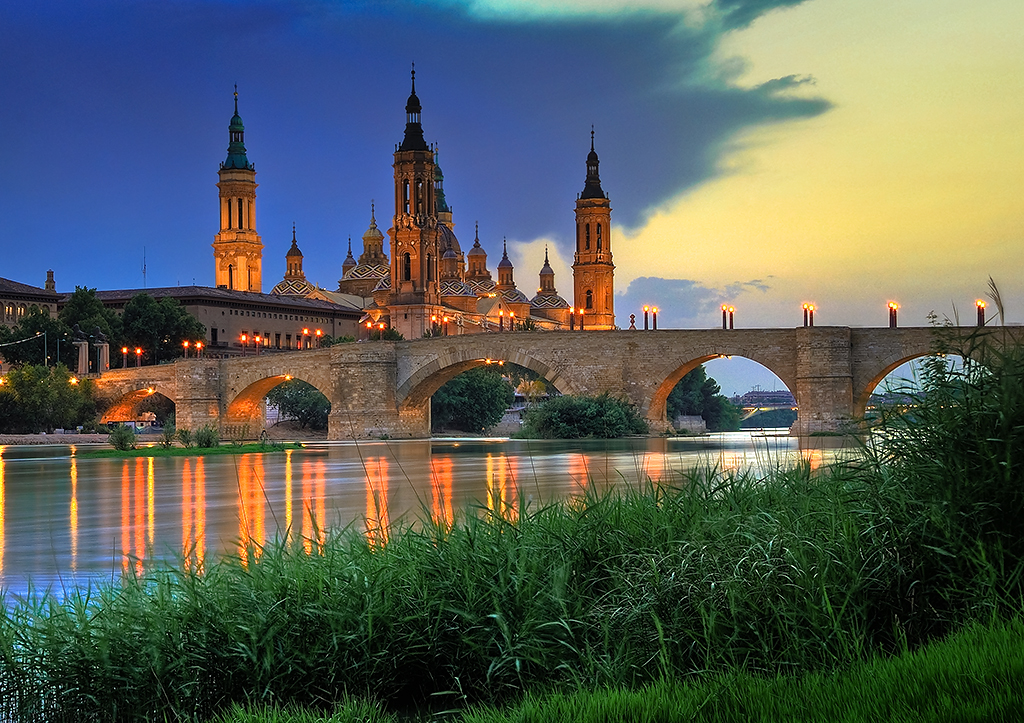
从埃布羅河对面看皮拉尔圣殿

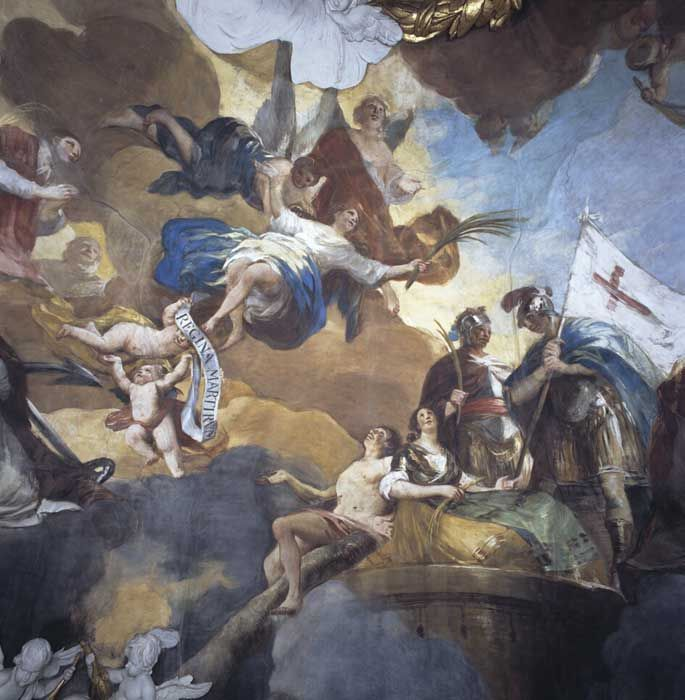
壁画《殉道者的王后》，戈雅绘

41°39′25″N 0°52′42″W / 41.65694°N 0.87833°W
圣柱圣母圣殿主教座堂（西班牙語：Catedral-Basílica de Nuestra Señora del Pilar）是位於西班牙阿拉贡自治区首府萨拉戈萨的天主教宗座圣殿，与耶稣救主主教座堂均位于圣柱广场上。该堂为巴洛克风格，目前的建筑兴建于1681年到1872年。它供奉聖柱聖母（Pilar 是「柱子」之意，音譯為皮拉尔），若望保禄二世称之为“西班牙人民的母亲”。它被誉为历史上第一座圣母堂。 
当地传说，基督教传入西班牙，起源于圣母玛利亚向宗徒圣雅各伯显灵，要他将基督教帶來此地。据称这是她升天之前唯一的一次显灵。
许多西班牙国王、和外国统治者在圣母像前奉献。圣十字若望、大德蘭和依納爵·羅耀拉，是其中最杰出的几位。